# Camponotus pilicornis
Camponotus pilicornis (лат.) — вид средних по размеру муравьёв из рода Camponotus (Formicidae).

## Распространение
Западная Европа (Испания, Португалия, Франция, Италия, Македония). В 2011 году отмечена находка в Болгарии.

## Описание
Длина — около 1 см. Окраска рабочих муравьёв коричневая (брюшко темнее).
Усики 12-члениковые у самок и рабочих и 13-члениковые у самцов. Стебелёк между грудью и брюшком у всех каст состоит из одного членика петиоля.
Ассоциирован с мирмекофильными гусеницами бабочек голубянок алексис (Glaucopsyche alexis) и Tomares ballus (Obregon et al. 2015).
Служит хозяином для гриба-эктопаразита Laboulbenia camponoti (Лабульбениомицеты; Espadaler & Santamaria, 2012).
Отмечен в цитрусовых плантациях стран Средиземноморья.

## Систематика
Впервые был описан в 1859 году немецким энтомологом и поэтом Юлиусом Рогером (Julius Roger; 1819—1865) под первоначальным названием Formica marginata var. pilicornis Roger, 1859. С 1963 года — в составе рода Camponotus (Mayr, 1863). Включён в состав подрода Tanaemyrmex.
В лепидоптерологической литературе ошибочно упомянут как Camponotus maxiliensis.